# Histoire de la république populaire de Chine
La république populaire de Chine, communément appelée Chine, est un État d'Asie orientale. Proclamée en 1949, la république est dirigée depuis par le Parti communiste chinois (PCC). C'est un État autoritaire dont l'économie est partiellement libéralisée et qui n'est pas une dictature militaire (comme les anciennes dictatures d'Amérique du Sud) malgré le poids de l'armée. Depuis 1949, les dirigeants suprêmes de la Chine sont : Mao Zedong (1949-1976), Hua Guofeng (1976-1978), Deng Xiaoping(1978-1989), Jiang Zemin (1989-2002), Hu Jintao (2002-2012) et Xi Jinping (2012-) ; Hua Guofeng lui, a brièvement agi à la tête du pays pendant une période de transition (1976-1978).
La Chine est héritière de plus de 4 000 ans d'Histoire. C'est, avec l'Inde, l'un des deux pays les plus peuplés du monde, avec plus de 1,4 milliard habitants en 2019. Avec 9 596 960 km2, c'est également le plus grand pays d'Asie orientale et le 3e plus grand pays au monde, après la Russie et le Canada. En 2007, la Chine était la 3e puissance économique mondiale, et en 2010 elle devient la 2e, dépassant le Japon. Officiellement pays communiste, la république populaire de Chine a adopté une « économie socialiste de marché » où libéralisme économique et contrôle politique se côtoient en une formule spécifique[pas clair].

## Avant la république populaire
L'avènement de la république populaire de Chine suit une période chaotique d'une centaine d'années, marquée par la domination de la Chine par des puissances étrangères, puis par le chaos interne et la guerre civile. Les guerres de l'opium ont soumis la dynastie Qing à l'exploitation du pays par les Huit armées étrangères unies (八国联军), ayant à leur solde des seigneurs de la guerre. La chute de l'Empire voit l'avènement de la république de Chine, qui ne réussit pas à stabiliser le pays, déchiré par les conflits entre factions rivales. En 1927 éclate la guerre civile chinoise, opposant le Parti communiste chinois et le Kuomintang, parti nationaliste qui accède au pouvoir l'année suivante.
Le conflit déchire le pays jusqu'au déclenchement de la guerre contre le Japon, durant laquelle un accord est convenu entre le Parti communiste chinois et le Kuomintang pour combattre ensemble l'envahisseur étranger. Après la Seconde Guerre mondiale, lors de la reprise de la guerre civile, le PCC rallie les paysans à sa cause. L'historien Frank Dikötter indique que le blocus total de la ville de Changchun en Mandchourie par l'Armée populaire de libération a provoqué la mort de 160 000 civils.
L'accession de Mao Zedong au pouvoir a souvent été comparée[Par qui ?] à un nouveau « mandat céleste », acquis après des années de guérilla et d'activisme politique auprès des masses paysannes ; l'État qu'il a contribué à instaurer est de même souvent perçu comme une dynastie impériale moderne[réf. nécessaire].
Après la proclamation de la République soviétique chinoise en 1931, c'est au cours de la Longue Marche, entre octobre 1934 et octobre 1935, que Mao a acquis le titre incontesté de chef du PCC, sans être à l'époque membre du Politburo.
Certains observateurs[Qui ?] estiment que l'État instauré autour du Parti communiste chinois en 1949 s'est peu à peu figé sur le squelette de la guérilla paysanne, en contradiction avec la gestion d'un État moderne : la gestion chaotique du pays et la révolution culturelle seraient, de ce point de vue, des reliquats d'une structure du pouvoir dépassée, accaparée par Mao.
Officiellement critiqué et dans une certaine mesure condamné par le PCC après sa mort, Mao garde toutefois le bénéfice de la libération du pays et de la fondation de la république populaire de Chine.

## Ère de Mao Zedong (1949-1976)

### Fondation de la RPC
Le 1er octobre 1949, Mao Zedong proclame la fondation de la république populaire de Chine (RPC) sur la place Tian'anmen, à Pékin, en déclarant : « Les Chinois se sont levés ». Le parti nationaliste (Kuomintang) se réfugie quant à lui sur l'île de Taïwan, en y perpétuant la république de Chine.

### Réformes sociales

#### Fondation d'un «État socialiste»
En 1953, le mouvement « Réforme agraire chinoise » était presque terminé. Selon le gouvernement chinois, environ 300 millions de paysans qui n'avaient que peu ou pas de terres se sont vu attribuer quelque 47 millions d'hectares de terres ainsi que des outils agricoles, du bétail et des bâtiments,,. Cependant, le mouvement ne s'est pas déroulé pacifiquement comme encouragé par Mao, et environ 1 à 4,7 millions de personnes sont mortes pendant le mouvement, dont la plupart étaient des propriétaires et leurs familles,,.
Les nouvelles transformations socialistes de 1953-1956 ont repris les terres aux agriculteurs en imposant un collectivisme socialiste tel que la « coopérative socialiste ». Depuis 1958, des « communes populaires » ont été créées à l'échelle nationale.
En 1954 est mis en place le premier plan quinquennal. L'économie est basée sur l'industrie lourde sur le modèle de l'Union soviétique, qui fournit des capitaux. Durant cette période, 10 800 Soviétiques et 1 500 Européens de l’Est sont employés en Chine dans le cadre de projets liés aux transports, aux communications, à l’éducation ou à la santé. Dans le même temps, des milliers de scientifiques, ingénieurs et étudiants Chinois furent envoyés étudier en Union soviétique.
Parmi les réformes sociales majeures instituées par Mao, on peut notamment citer l'abolition de pratiques impériales que n'avaient pas abolies le Kuomintang, telles que le servage ou le Tongyangxi (童养媳), pratique consistant à acheter, dans une famille riche, une jeune enfant qui était adoptée pour plus tard la marier avec un jeune fils de la famille, sans payer de dot. La pratique est tombée en désuétude à Taïwan dans les années 1970.

#### Premières campagnes de terreur
Trois campagnes sont lancées successivement et instaurent la terreur dans la population :
1. la « campagne pour réprimer les contre-révolutionnaires », lancée en octobre 1950, qui dure trois ans et lors de laquelle 712 000 personnes sont exécutées selon les chiffres officiels ; les chercheurs estiment un plus grand nombre de décès, certains estimant le nombre réel de morts entre 1 million et 2 millions[12],[8]. Le mouvement visait les affiliés restants du Kuomintang.
2. la « campagnes des trois anti et des cinq anti » lancée fin 1951. Les campagnes ont un impact négatif sur l'économie de grandes villes comme Shanghai, Tianjin et Chongqing. De nombreux hommes d'affaires et leurs familles se sont suicidés.
3. Le « mouvement Sufan » est lancé en 1955, ciblant les contre-révolutionnaires tels que les intellectuels non communistes[13].

#### Campagne anti-droitiste
La campagne des Cent Fleurs est l'histoire d'une « comédie qui va se muer en tragédie » (Jean-Luc Domenach, 1995). Mao appelle à une campagne de rectification, afin de rétablir son autorité affaiblie et d'améliorer les relations entre le Parti et la population. Le principe est d'autoriser la critique pour améliorer le Parti. Peu de temps après le lancement de la campagne en février 1957, la contestation explose. Le Parti réagit et exerce une répression féroce qui fait plusieurs centaines de milliers de victimes, emprisonnées, déportées et parfois exécutées.
La « campagne anti-droitiste » est lancée en 1957 et, selon les statistiques officielles de la période « Boluan Fanzheng », au moins 550 000 personnes sont persécutées, dont la plupart étaient des intellectuels et des membres de partis non communistes. La campagne a considérablement nui à la démocratie en Chine et, par la suite, la Chine est devenue de facto un État à parti unique.

### Grand bond en avant et séquelles

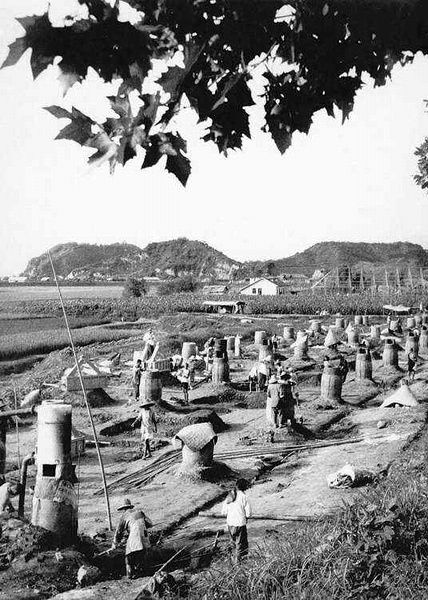
Production d'acier pendant le grand bond en avant.

Mao Zedong décide de mettre en œuvre un mouvement de réformes industrielles censées permettre de « rattraper le niveau de production d'acier de l'Angleterre » en seulement quinze ans. Des communes de production (connue sous le nom de « commune populaire ») sont organisées au niveau local, et toute la population, et au premier chef le monde paysan, est sommée d'y apporter sa contribution. Les paysans sont surexploités, on leur demande de tout faire en même temps, des récoltes à la production sidérurgique. Le « Grand Bond en avant » se solde par un échec cuisant et une famine d'une ampleur désastreuse, très probablement la plus meurtrière de l'Histoire avec environ 15 à 45 millions de victimes.
En 1958, « l'incident de Xunhua » éclate, et en 1959, le soulèvement tibétain fait des dizaines de milliers de morts. D'autre part, le programme « Deux bombes, un satellite » est lancé par Mao en 1958, avec l'aide de l'Union soviétique et de nombreux scientifiques de renom qui sont rentrés en Chine continentale de l'étranger, notamment Qian Xuesen, Deng Jiaxian et Qian Sanqiang.
À la suite des conséquences dramatiques de la politique économique de Mao durant les années 1960, ce dernier quitte son poste de président de la république populaire de Chine. Le Congrès national populaire élit alors Liu Shaoqi à sa succession. Restant aux rênes du PCC, Mao est peu à peu éloigné de la gestion des affaires économiques du pays, qui est confiée à une élite modérée, sous l'influence dominante de Liu.
En 1960, Liu Shaoqi décide d'adopter un programme plus modéré et réaliste dans le cadre duquel il conduit le redressement économique du pays avec Deng Xiaoping et d'autres. L'universitaire chinois Yang Jisheng précise que Liu Shaoqi, prenant conscience des conséquences de la Grande famine, dit à Mao : « Avec autant de morts de faim, l'Histoire retiendra nos deux noms et le cannibalisme sera aussi dans les livres ».
Au début de 1962, la « Conférence des 7 000 cadres » est convoquée et la politique de Mao est critiquée (il a également fait de l'autocritique) et il prend un rôle de semi-retraité,. Liu Shaoqi et Deng Xiaoping ont pris en charge les politiques au sein du Parti et le gouvernement, a lancé plusieurs réformes économiques, dont le libre marché,. Cependant, Mao n'était pas d'accord avec les réformes, les qualifiant de tentatives de « détruire le socialisme »,.
Liu Shaoqi et la majorité des cadres du Parti refusent de soutenir Mao Zedong dans sa tentative de relancer le processus révolutionnaire avec le « Mouvement d'éducation socialiste » entre 1962 et 1965. Ces oppositions au sein du Parti communiste décident Mao Zedong à déclencher la révolution culturelle. Dans le même temps, dans le cadre du programme « Deux bombes, un satellite », la première bombe atomique, un missile nucléaire, une bombe à hydrogène et un satellite artificiel de la Chine ont tous été développés avec succès en 1970. Mais le programme a été sérieusement affecté par le Grand Bond en avant et la révolution culturelle.

### Révolution culturelle
En 1966, Mao lance la révolution culturelle, qui lui permet de revenir au pouvoir en s'appuyant sur la jeunesse du pays et en attaquant les élites moyennes alors en poste. Les intellectuels et la hiérarchie du Parti sont harcelés par la jeunesse des villes que Mao a lancée contre eux (les gardes rouges). Liu Shaoqi est éliminé. Une période de chaos s'ensuit, avant que la situation soit peu à peu reprise en main par l'Armée Populaire de Libération, soutien de Mao.
Entre 1968 et 1980, près de 17 millions de « jeunes instruits » (les zhishi qingnian, abrégé en zhiqing) ont été déplacés par les dirigeants chinois à la campagne, en principe pour le reste de leurs vies, pour être rééduqué par des paysans.
Après la mort de Mao, Deng Xiaoping, considéré comme le chef de file des réformistes, parvint à se hisser au pouvoir. Il fait arrêter Jiang Qing, la veuve de Mao pour qu'elle soit jugée, avec ses partisans au sein du PCC (la bande des Quatre).
Mao Zedong meurt le 9 septembre 1976. L'historiographie chinoise situe la fin de la révolution culturelle à ce moment-là (l'historiographie occidentale la considère achevée dès 1969). Une grande partie des victimes de la révolution culturelle est réhabilitée.

### Relations étrangères

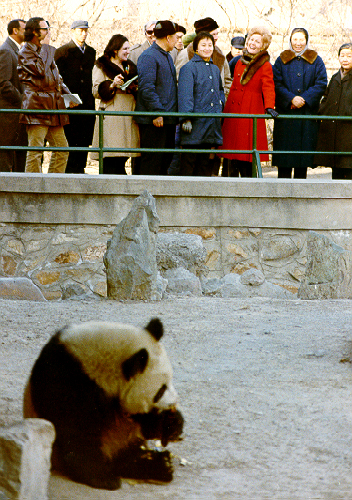
Pat Nixon, épouse de Richard Nixon, regardant des pandas dans un zoo chinois (1972).

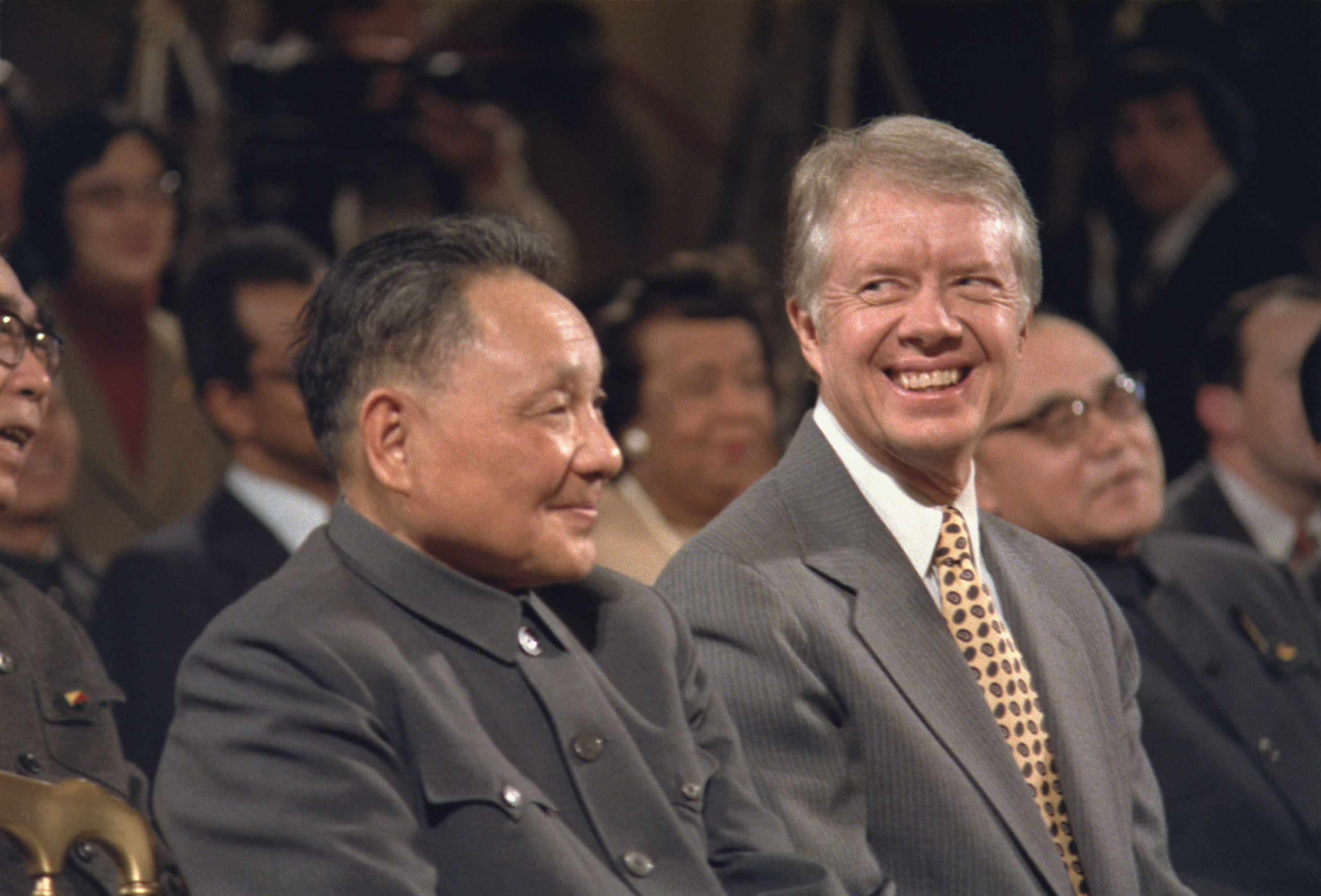
Deng Xiaoping et Jimmy Carter en 1979.

- En octobre 1949, la république populaire de Chine (RPC) établit des relations diplomatiques officielles avec l'Allemagne de l'Est.
- À partir de 1959, les relations entre la Chine et l'Union soviétique se dégradent considérablement.
- En janvier 1964, la RPC établit des relations diplomatiques officielles avec la France[24].
- Dans les années 1970, la « diplomatie du ping-pong » entre la Chine et les États-Unis ouvre la voie à la visite de Richard Nixon en Chine en 1972.
- En octobre 1970, la RPC établit des relations diplomatiques officielles avec le Canada[24].
- En novembre 1970, la RPC établit des relations diplomatiques officielles avec l'Italie[24].
- En 1971, la motion de l'Albanie aux Nations unies pour reconnaître la république populaire de Chine comme seule Chine légale (remplaçant la république de Chine) est adoptée en tant que résolution 2758 de l'Assemblée générale.
- En mars 1972, la Chine établit des relations diplomatiques officielles avec le Royaume-Uni[25]. Le Royaume-Uni a été le premier grand pays occidental à reconnaître la RPC en 1950.
- En septembre 1972, la RPC établit des relations diplomatiques officielles avec le Japon[24].
- En octobre 1972, la RPC établit des relations diplomatiques officielles avec l'Allemagne de l'Ouest[26].
- En décembre 1972, la RPC établit des relations diplomatiques officielles avec l'Australie[24].
- En mars 1973, la RPC établit des relations diplomatiques officielles avec l'Espagne[24].

### Controverses
À l'époque de Mao, des dizaines de millions de personnes sont mortes dans divers mouvements politiques et dans la Grande famine en Chine, tandis que des dizaines de millions de personnes ont été persécutées et paralysées de façon permanente. Le système concentrationnaire du laogai, créé par Mao, a également fait des millions de victimes au gré des différentes vagues de répressions. La Chine est devenue un pays à parti unique après le "Campagne anti-droitiste" en 1957, dans lequel au moins 550 000 intellectuels et dissidents politiques sont persécutés. De plus, la révolution culturelle a gravement endommagé l'état de droit ainsi que la culture traditionnelle chinoise et les valeurs morales ; des massacres ont eu lieu à travers le pays tandis qu'un cannibalisme massif s'est également produit. L'enseignement supérieur a été interrompu pendant la révolution culturelle tandis que les recherches scientifiques ont été sérieusement affectées car de nombreux scientifiques ont été persécutés, tués ou ont commis des suicides. Mao et le Parti communiste chinois (PCC) ont également exporté l'idéologie du socialisme et de la révolution socialiste vers d'autres parties du monde, en particulier vers l'Asie du Sud-Est. Avec le soutien de Mao et du PCC, Pol Pot et les Khmers rouges ont commis des massacres qui ont entraîné la mort de 1,5 à 2 millions de personnes en seulement trois ans.
D'un autre côté, les partisans de l'ère Mao affirment que sous Mao, l'unité et la souveraineté de la Chine étaient assurées pour la première fois depuis un siècle, et il y avait un développement des infrastructures, de l'industrie, des soins de santé, de l'éducation. Par exemple, seulement 20 % de la population savait lire en 1949, mais le pourcentage est passé à 65,5 % trente ans plus tard. Le régime chinois rejette souvent les statistiques fournies pour les décès ou autres dommages subis par les campagnes politiques de Mao, attribuant le nombre élevé de morts aux catastrophes naturelles, à la famine ou à d'autres conséquences du chaos politique sous le règne de Tchang Kaï-chek.

### Catastrophes
| An        | Catastrophe                         | Emplacement  | Nombre de morts  | Descriptions |
| --------- | ----------------------------------- | ------------ | ---------------- | --- |
| 1950      | Séisme de 1950 en Assam et au Tibet | Tibet        | 4 000            | En outre, plus de 1 000 sont morts en Inde. |
| 1954      | Inondations au Yangtze (en)         | Yangzi Jiang | 33,000           | |
| 1959-1961 | Grande famine en Chine              | National     | 15 à 55 millions | Principalement causé par le grand bond en avant. |
| 1966      | Séisme de Xingtai (en)              | Hebei        | 8 064            | 6.8 Mw. |
| 1970      | Séisme de 1970 à Tonghai            | Yunnan       | Plus de 10 000   | 7.1 Mw. |
| 1975      | Séisme de Haicheng (en)             | Liaoning     | 1328             | 7.5 Ms |
| 1975      | Effondrement du barrage de Banqiao  | Henan        | 85 600-240 000   | 62 barrages, dont le barrage de Banqiao, s'effondrent à cause du typhon Nina de 1975 ; selon le gouvernement chinois, le bilan est de 26 000 morts,. Il a été classé no 1 dans le « Top 10 des catastrophes technologiques (The Ultimate 10 Technological Disasters) » du monde par Discovery Channel en mai 2005, devant la catastrophe nucléaire de Tchernobyl,. La plupart des barrages qui se sont effondrés lors de cette catastrophe ont été construits avec l'aide d'experts de l'Union soviétique ou pendant le Grand Bond en avant,. |
| 1976      | Séisme de 1976 à Tangshan           | Hebei        | 242 769          | 7.6 Mw,. |

## Période de transition (1976-1978)

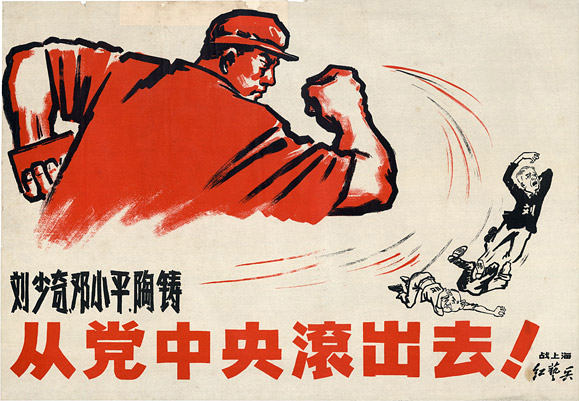
Poster de propagande de la "Révolution Culturelle"

Hua Guofeng a brièvement agi en tant que leader du pays pendant la période de transition. Hua, avec Ye Jianying et Wang Dongxing, a arrêté la "Bande des Quatre" et a mis fin à la révolution culturelle en octobre 1976.
Cependant, Hua a largement poursuivi la politique maoïste. Hua a proposé les « deux quelles que soient (两个凡是) » : « Quoi que le président Mao ait dit, nous le dirons et quoi que le président Mao ait fait, nous le ferons »,.

## Ère de Deng Xiaoping (1978-1989)

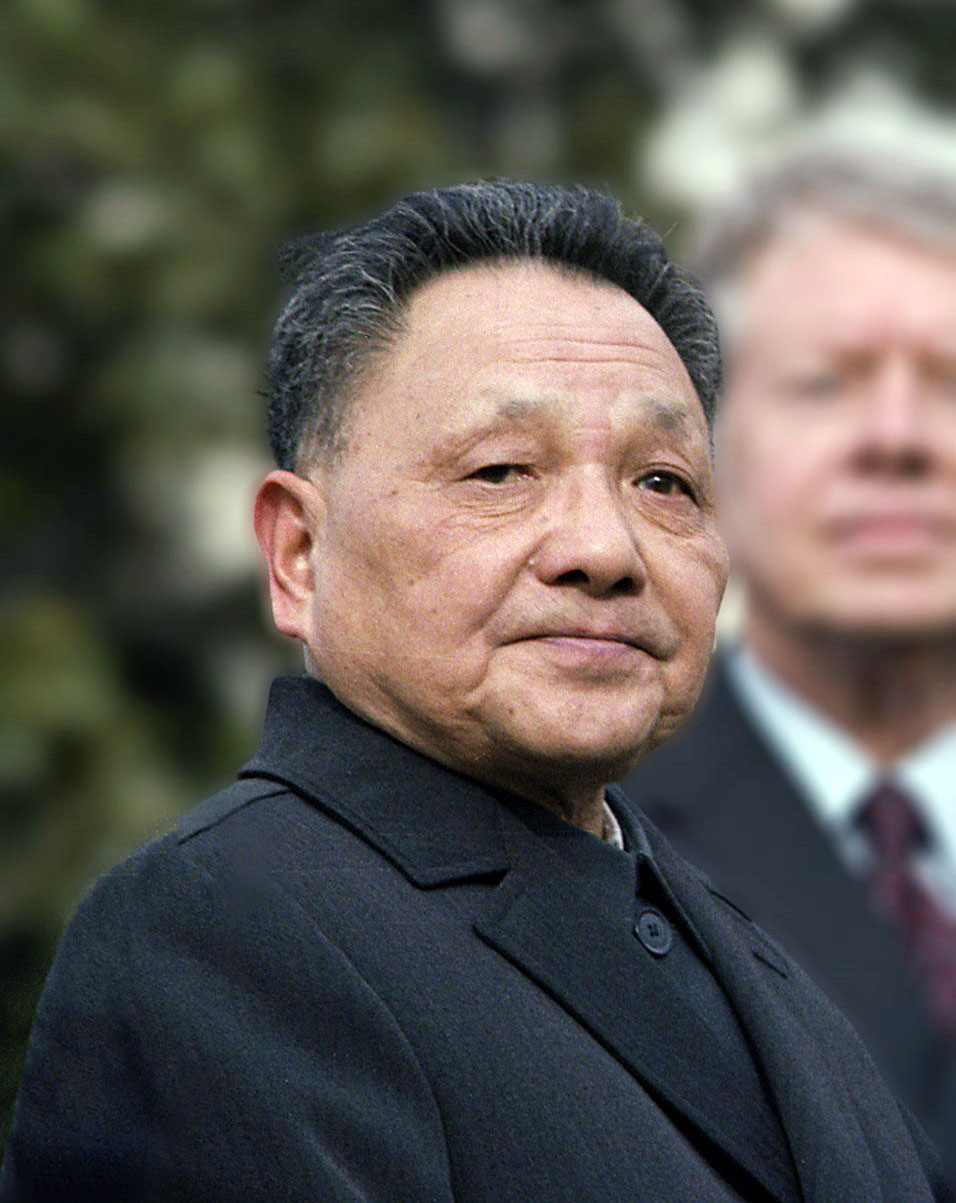
Deng Xiaoping.

### Invalider la révolution culturelle
Du 18 au 22 décembre 1978 se tient la troisième Session plénière du XIe Comité central du Parti communiste chinois. Au cours de cette conférence, Deng Xiaoping est devenu le nouveau chef suprême de la Chine.
À la fin des années 1970, Deng Xiaoping a lancé le programme « Boluan Fanzheng » (en chinois: 拨乱反正) qui tentait de corriger les erreurs de la révolution culturelle. En 1981, le Parti communiste chinois a déclaré que la révolution culturelle était responsable du revers le plus grave et des pertes les plus lourdes subies par le Parti, le pays et le peuple depuis la fondation de la république populaire de Chine.
De plus, la sécurité publique s'est détériorée à la suite de la révolution culturelle et, en 1983, Deng a lancé une « campagne anti-criminalité » (« Frapper fort »).

### Réforme et ouverture
Le communiqué officiel annonce que la Chine veut encourager les coopérations économiques avec les autres pays et cherche à obtenir les technologies et équipements les plus avancés du monde. Ce revirement politique marque le début de la politique d'ouverture de la Chine. 

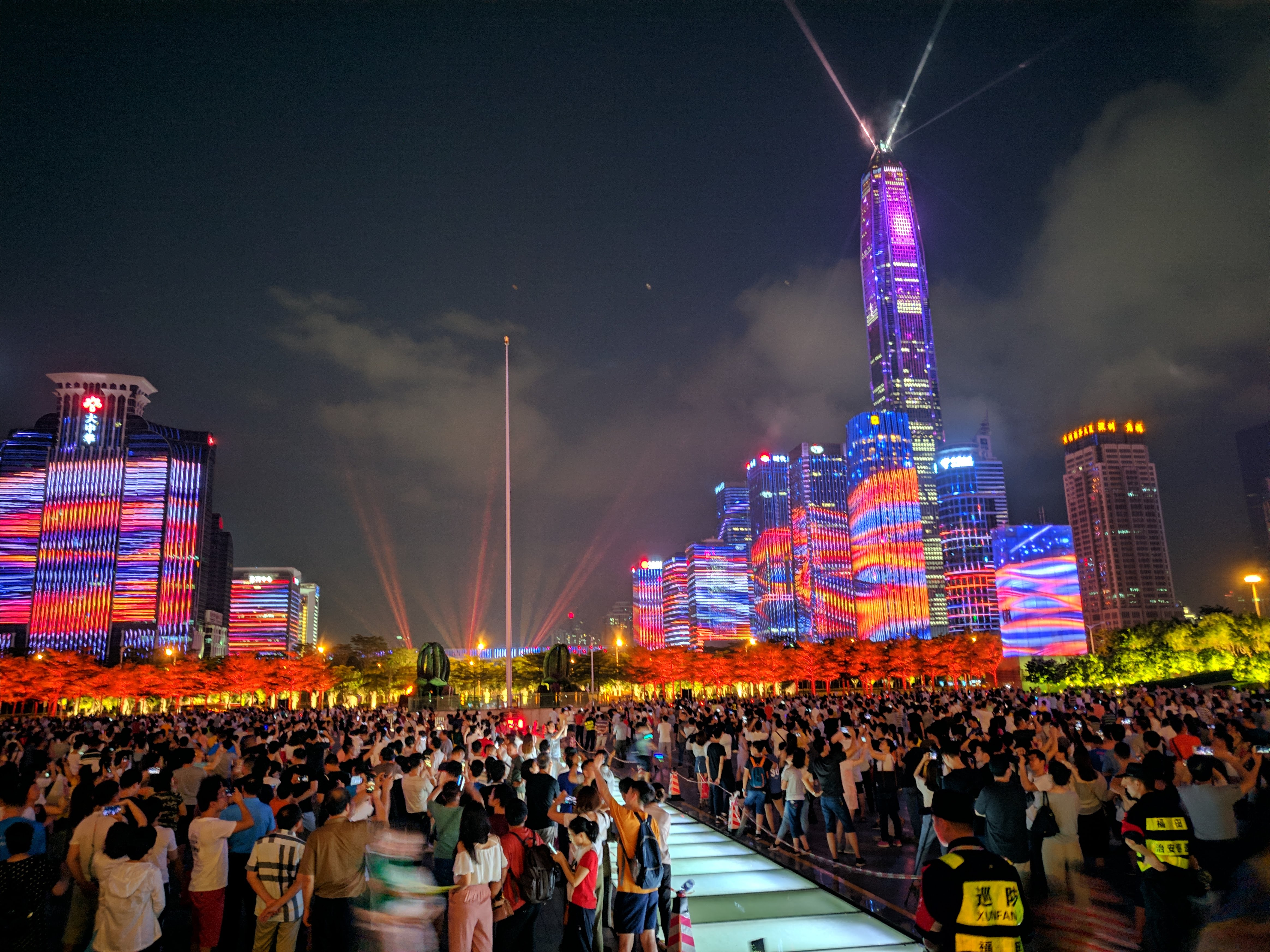
Shenzhen, l'une des premières zone économique spéciale en Chine, est souvent appelée «Silicon Valley of China». Des entreprises de haute technologie notables telles que Huawei, ZTE et Konka ont toutes été fondées à Shenzhen dans les années 1980.

À partir de 1980, Deng Xiaoping engage la Chine sur des politiques de réformes économiques (« Quatre Modernisations » : industrie et commerce, éducation, organisation militaire et agriculture) et d’ouverture qui commencent par une dé-collectivisation des terres, suivies par des réformes industrielles, avec pour but de décentraliser le contrôle du gouvernement dans le secteur industriel. Il considère l’industrie légère comme la base de développement de l’industrie lourde. Dans les campagnes, le « système de responsabilité » amène les paysans à signer avec l'État des contrats qui leur assurent, pour plusieurs années, l'usufruit des terres collectives. Désormais, la notion de rentabilité l'emporte en ce qui concerne la production, les achats d'engrais et de matériel. En décembre 1985, les communes populaires disparaissent, de même que le monopole d'État sur les céréales. En même temps, la production augmente, régulièrement suivie par les revenus paysans : à l'efficacité du « système de responsabilité » viennent s'ajouter les effets de la « Révolution verte », qui repose sur l'usage accru des engrais, des pesticides et de la mécanisation : la récolte de 1984 dépasse 400 millions de tonnes. Mais la fin de la collectivisation comporte aussi des aspects négatifs : elle rend inutiles près de 200 millions de ruraux.

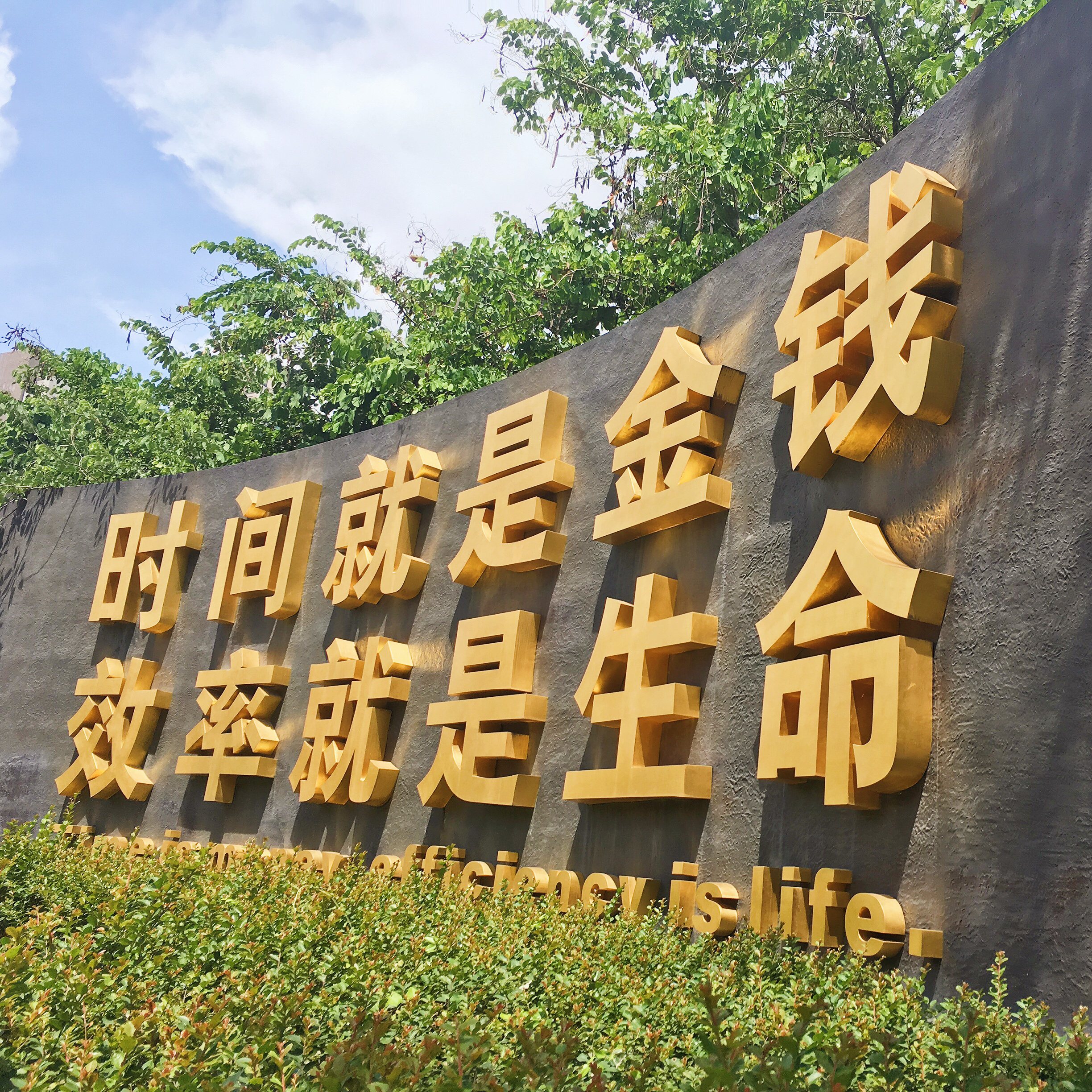
Le slogan « » de Shekou, Shenzhen, représentant la « vitesse de Shenzhen ».

Deng développe l’idée de zones économiques spéciales, où l’investissement étranger peut se faire sans restriction du gouvernement, sur base capitalistique. Le 31 janvier 1979, la zone industrielle Shekou de Shenzhen a été fondée, devenant la première zone expérimentale en Chine à « s'ouvrir ». Sous la direction de Yuan Geng (袁庚), le « modèle de développement Shekou » s'est progressivement formé, incarné dans son célèbre slogan « Le temps c'est de l'argent, l'efficacité est la vie (zh) (时间就是金钱, 效率就是生命) », qui s'est ensuite largement répandu dans d'autres parties de la Chine. En janvier 1984, Deng Xiaoping a effectué sa première tournée d'inspection à Shenzhen et Zhuhai, louant la « vitesse de Shenzhen (en) » du développement ainsi que le succès des zones économiques spéciales,. En mai 1984, la Chine a ouvert 14 autres villes côtières aux investissements à l'étranger, dont Shanghai, Canton et Tianjin.

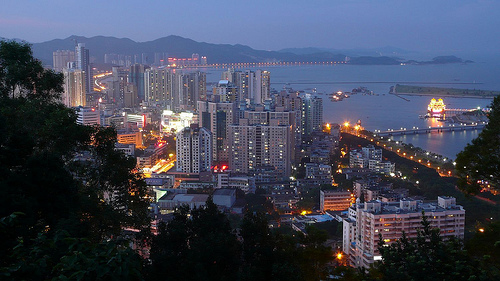
Zhuhai, l'une des premières zone économique spéciale en Chine.

En 1985, la Base antarctique Grande Muraille, la première station de recherche chinoise en Antarctique, a été créée. En 1986, Deng a approuvé la proposition de quatre éminents scientifiques chinois et a lancé le « Programme 863 »; la même année, le système l'instruction obligatoire de neuf ans a été institué par la loi (loi sur l'enseignement obligatoire de neuf ans),. Dans les années 1980, la centrale nucléaire de Qinshan dans le Zhejiang et la centrale nucléaire de la baie de Daya à Shenzhen ont été construites, devenant les deux premières centrales nucléaires en Chine et bénéficiant d'un soutien à long terme de Deng.
Le rapide développement des secteurs économiques de consommation et d’exportation, la création d’une classe moyenne urbaine regroupant 15 % de la population, un accroissement des niveaux de vie (perçu au travers d’une augmentation importante du revenu par habitant, de l’espérance de vie et du niveau d’éducation) et une plus large frange de droits et libertés pour le chinois moyen témoignent du succès des réformes.
Les critiques adressées à ces réformes économiques, émanant généralement des paysans les plus pauvres et des observateurs étrangers, notent que ces réformes ont créé de grandes disparités au sein du pays, une importante pollution, une corruption rampante, un chômage croissant et une mauvaise gestion des entreprises d'État. Cette situation est menaçante pour la stabilité du régime. Certains acteurs de la vie politique chinoise, de journalistes et de magistrats critiquent également le manque de réformes politiques sur des questions cruciales, notamment eu égard à une participation du peuple dans les votes aux élections.

### Réformes politiques

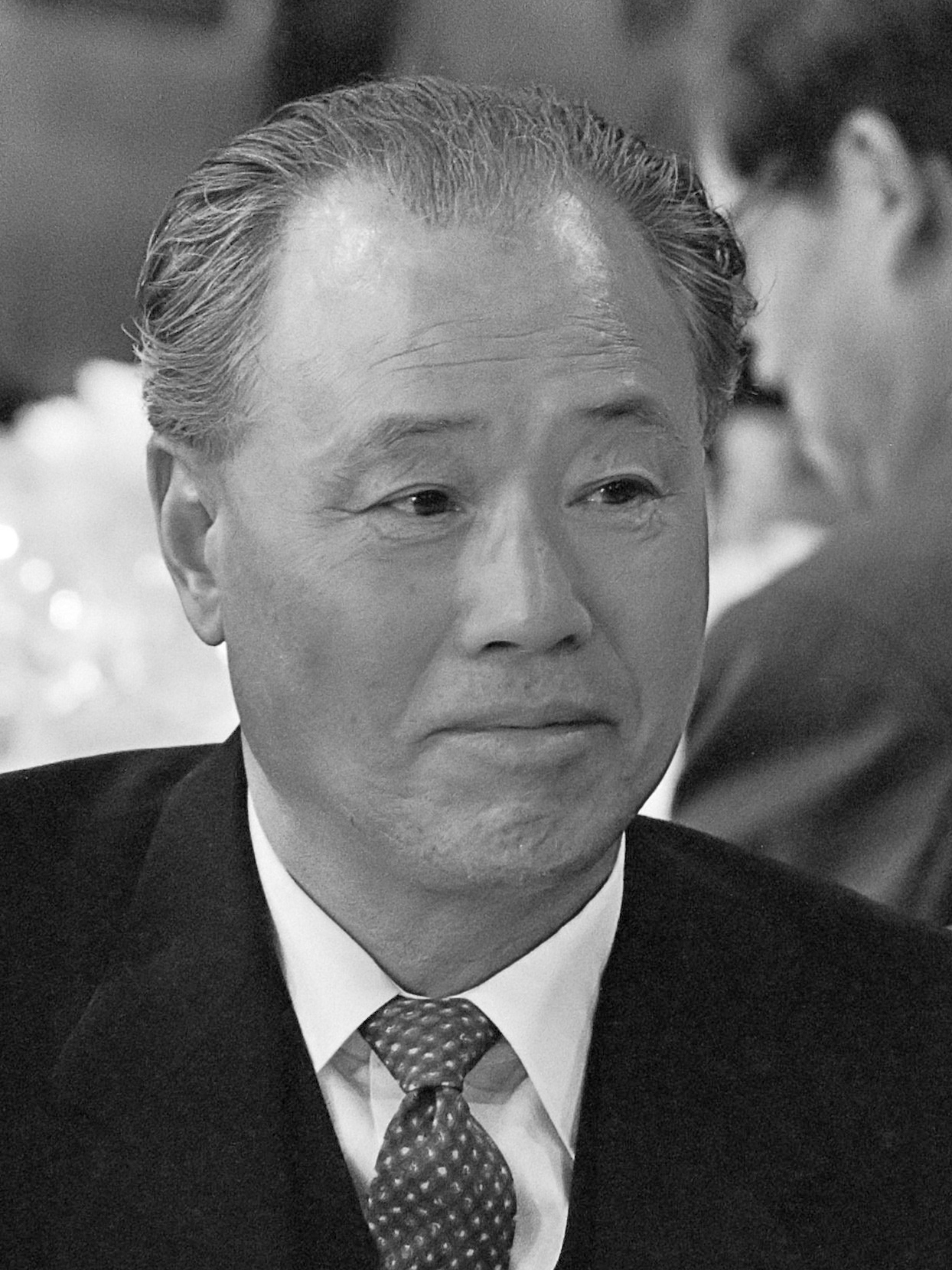
Zhao Ziyang, un réformiste de premier plan, est nommé par Deng pour prendre en charge les réformes politiques depuis 1986. Cependant, il est contraint de quitter son poste de secrétaire général du Parti communiste chinois après les Manifestations de la place Tian'anmen en 1989, alors que la majorité des réformes politiques prévues se sont terminées de manière drastique.

Le 18 août 1980, Deng Xiaoping prononce un discours intitulé « Sur la réforme du système de direction des partis et des États (党和国家领导制度改革) » lors d'une réunion élargie du Bureau politique du Comité central du PCC à Pékin, lançant le réformes politiques en Chine,,,. Deng appelle à la fin de la bureaucratie ainsi qu'à la centralisation du pouvoir ; en même temps, il propose des limites de mandats aux postes de direction en Chine et plaide pour le « centralisme démocratique » ainsi que pour le « leadership collectif »,,. En outre, Deng propose à l'Assemblée nationale populaire une révision systématique de la constitution chinoise (la Constitution de 1978), et souligne que la Constitution doit pouvoir protéger les droits civiques des citoyens chinois et refléter le principe de la séparation des pouvoirs,,. Il préconise également le principe d'« un homme, une voix » parmi les dirigeants pour éviter la dictature du secrétaire général du PCC,,. En décembre 1982, la quatrième Constitution de la république populaire de Chine, connue sous le nom de « Constitution de 1982 », est adoptée par le 5e Assemblée nationale populaire, incarnant le constitutionnalisme à la chinoise, l'essentiel de son contenu étant toujours en vigueur à ce jour,.
Au premier semestre de 1986, Deng appelle à plusieurs reprises à la relance des réformes politiques, car de nouvelles réformes économiques sont entravées par le système politique d'origine, et le pays connait une tendance croissante à la corruption et aux inégalités économiques,. Une unité de recherche de cinq hommes pour les réformes politiques de la Chine est créée en septembre 1986 et comprend Zhao Ziyang, Hu Qili, Tian Jiyun, Bo Yibo et Peng Chong,. L'objectif des réformes politiques de Deng est de stimuler l'efficacité administrative, de séparer davantage les responsabilités entre le Parti communiste et le gouvernement et d'éliminer la bureaucratie,. Bien qu'il mentionné également le principe du « rule of law » et la démocratie, Deng délimite les réformes au sein du système de parti unique et s'oppose à la mise en œuvre du constitutionnalisme à l'occidentale,. En octobre 1987, lors du 13e Congrès national du PCC présidé par Deng, Zhao Ziyang présente un rapport rédigé par Bao Tong sur les réformes politiques,. Dans son discours intitulé « Avancer sur la voie du socialisme aux caractéristiques chinoises (沿着有中国特色的社会主义道路前进) », Zhao soutient que le socialisme en Chine est encore à son stade primaire. Prenant le discours de Deng en 1980 comme lignes directrices, il décrit de nombreuses mesures détaillées à prendre pour les réformes politiques, notamment la promotion de l'État de droit et la séparation des pouvoirs, l'imposition de la décentralisation et l'amélioration du système électoral,,. Lors de ce congrès, Zhao est élu secrétaire général du PCC.
Cependant, après les Manifestations de la place Tian'anmen en 1989, de nombreux réformistes de premier plan, dont Zhao et Bao, sont démis de leurs fonctions, et la majorité des réformes politiques (après 1986) prévues prennent fin de manière drastique,,. D'autre part, de nombreuses politiques dues aux réformes politiques lancées par Deng Xiaoping au début des années 1980 restent en vigueur après 1989 (comme la nouvelle Constitution, les limites de mandats et le centralisme démocratique), même si certaines d'entre elles sont inversées par Xi Jinping après 2012,.

### Agitation politique
Bien que le niveau de vie se soit amélioré de façon significative, les réformes de Deng n'échappent pas aux critiques. Les conservateurs affirment que Deng a de nouveau exposé la Chine à divers maux sociaux et à un développement de la pensée matérialiste, alors que les libéraux attaquent Deng sur ses positions politiques inflexibles. Les forces libérales commencent à manifester de diverses manières et à réclamer la démocratie (« La Cinquième Modernisation »), ce qui conduit, en 1989, aux manifestations de la place Tian'anmen (épisode du « Printemps de Pékin »), et à leur répression le 4 juin 1989. La répression des mouvements étudiants entraîne une condamnation de la part de nombreux pays du monde et un embargo sur les ventes d'armes à la Chine.

### Modernisation militaire
Au début de 1979, la Chine commence une guerre d'un mois avec le Vietnam. En outre, la Chine continue à soutenir les Khmers rouges sous la direction de Deng Xiaoping pour contrer l'influence régionale de l'Union soviétique.
En mars 1981, Deng Xiaoping détermine qu'un exercice militaire est nécessaire pour l'Armée populaire de libération (APL). En septembre 1981, « l'Exercice militaire de Chine du Nord (华北大演习) » a lieu avec la participation de plus de 110 000 soldats, devenant ainsi le plus grand exercice mené par l'APL depuis la fondation de la république populaire,,. Au total, 1 327 chars et automitrailleuses, 1 541 canons, 475 avions ainsi que 10 606 camions militaires se joignent à l'exercice militaire,.
En 1985, Deng supprime 1 million de postes de soldats de l'APL (décision connue en chinois comme « 百万大裁军 ») et ordonne une modernisation plus poussée.

### Relations étrangères
Le 1er janvier 1979, la république populaire de Chine établit officiellement des relations diplomatiques avec les États-Unis. En janvier 1979, Deng Xiaoping visite les États-Unis ; c'est la première visite officielle d'un chef suprême de la Chine aux États-Unis. La même année, le Comité olympique chinois de la république populaire de Chine est reconnu par le Comité international olympique.
Sur les conseils de Lee Kuan Yew, Deng Xiaoping a accepté d'ouvrir davantage le pays et de cesser d'exporter les idéologies et révolutions communistes vers d'autres pays, ce qui a considérablement amélioré les relations entre la Chine et de nombreux pays, en particulier ceux du Asie du Sud-Est. En 1984, la « Déclaration commune sino-britannique sur la question de Hong Kong », stipulant que la souveraineté de Hong Kong serait restituée à la Chine le 1er juillet 1997 ans le cadre de « Un pays, deux systèmes ». En 1987, la « Déclaration commune sino-portugaise sur la question de Macao » est signée par la Chine et le Portugal, stipulant que la souveraineté de Macao serait restituée à la Chine le 20 décembre 1999 dans le cadre là aussi du principe d'« un pays, deux systèmes ».
En 1989, les relations entre la Chine et l'Union soviétique sont revenues à la normale pour la première fois depuis la « rupture sino-soviétique » des années 1950. Mikhaïl Gorbatchev, alors secrétaire général du Parti communiste de l'Union soviétique, s'est rendu à Pékin et a rencontré Deng au milieu des manifestations sur la place Tiananmen.
Dans les années 1980 et au début des années 1990, la république populaire de Chine a continué à établir des relations diplomatiques officielles avec un certain nombre de pays tels que les Émirats arabes unis (1984), le Qatar (1988), Arabie saoudite (1990), Singapour (1990), Israël (1992) et la Corée du Sud (1992).

### Controverses
Après la révolution culturelle, Deng lance le programme Boluan Fanzheng pour corriger les erreurs maoïstes, mais certaines de ses politiques et opinions sont controversées. Deng insiste pour affirmer que Mao avait fait « 7 bonnes et 3 mauvaises » choses pour le peuple chinois, tout en attribuant de nombreux désastres de la Révolution culturelle à Lin Biao et à la Bande des Quatre,. En outre, il déclare et impose les « quatre principes fondamentaux » en tant que principes fondamentaux de la Constitution de la république populaire de Chine de 1982, afin de maintenir le statut de « parti unique » en Chine pour le Parti communiste.
De plus, le rôle que Deng a joué dans la répression des manifestations de la place Tian'anmen est controversé,. En fait, il a également réprimé le « mur de la Démocratie » ainsi que le « Printemps de Pékin » au début des années 1980.
La mise en place de la politique de l'enfant unique fait également l'objet de critiques.

### Catastrophes
| An   | Catastrophe             | Emplacement                 | Nombre de morts | Descriptions                                             |
| ---- | ----------------------- | --------------------------- | --------------- | -------------------------------------------------------- |
| 1987 | Feu du dragon noir (en) | Préfecture de Daxing'anling | Plus de 200,    | L'incendie s'est également propagé à l'Union soviétique. |

## Jiang Zemin et la troisième génération (1989-2002)

### Transition du pouvoir et inspection du sud de Deng

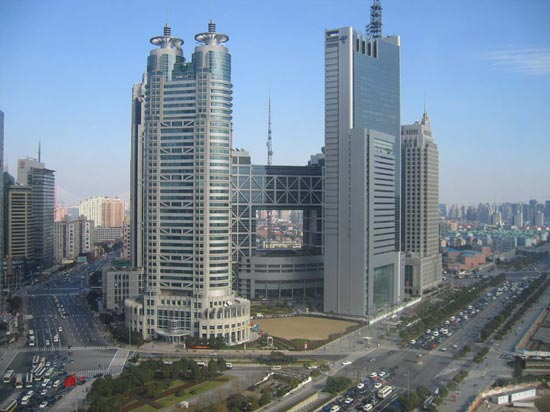
Shanghai Stock Exchange (depuis 1990)

En juin 1989, Jiang Zemin, avec le soutien de Deng Xiaoping, a remplacé Zhao Ziyang et est devenu secrétaire général du Parti communiste chinois.

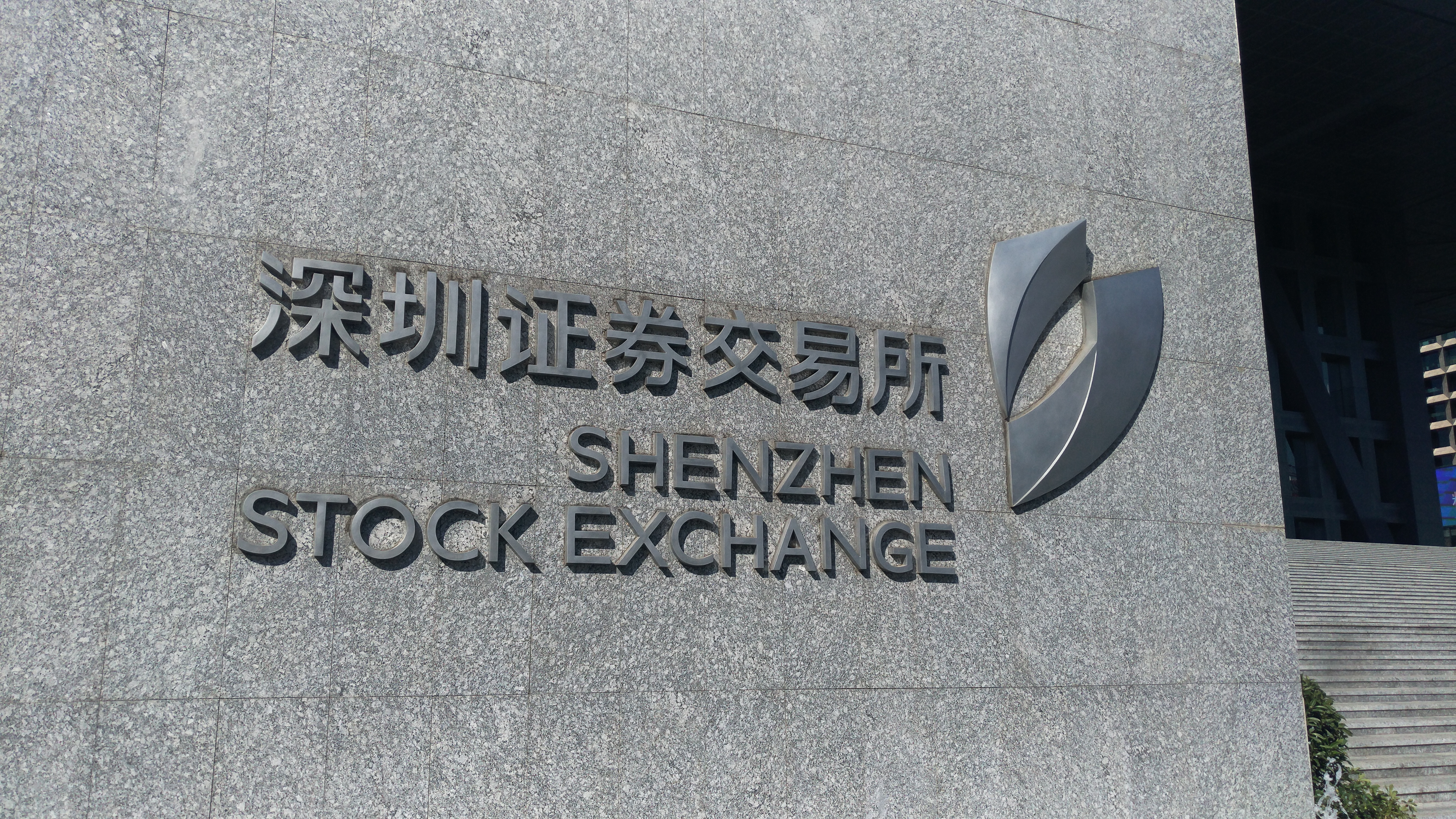
Bourse de Shenzhen (depuis 1990)

Après les manifestations de Tiananmen en 1989, le programme de « Réforme et ouverture » de la Chine s'est arrêté. Cependant, Jiang Zemin n'a pas fait assez pour les réformes. En 1992, « tournée d'inspection de Deng Xiaoping dans le sud » a repris le programme réforme et ouverture,,. La visite d'inspection de Deng est largement considérée comme un point critique de l'histoire moderne de la Chine, car elle a sauvé la réforme économique chinoise ainsi que le marché des capitaux (Shanghai Stock Exchange et  Bourse de Shenzhen) et préservé la stabilité de la société,.
Le conservateur Li Peng était le premier ministre de la Chine jusqu'en 1998, lorsque le réformiste Zhu Rongji devient le Premier ministre.

### Affaires internes

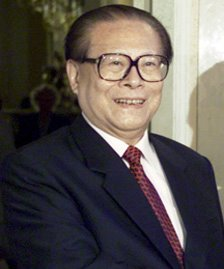
Jiang Zemin.

Depuis les années 1990 et 2000, les réformes se poursuivent et l'économie de la Chine connaît une croissance très rapide, supérieure à 8-9 % par an, en raison du bas coût de la main-d'œuvre et des possibilités d'échange offertes par les technologies.
De plus, le projet « Barrage des Trois-Gorges » a démarré en 1994. En 1999, le « Programme de développement de l'Ouest » est lancé.
Dans les années 1990, le « Programme 211 » et le « Programme 985 » sont lancés pour l'enseignement supérieur en Chine. En 2002, l'Équipe de Chine de football, dirigée par l'entraîneur-chef Bora Milutinović, participe au tournoi final de la Coupe du monde de football pour la première fois de son histoire.
Jiang Zemin propose son idéologie des « Trois Représentations » en 2000 ; elle est inscrite dans la Constitution chinoise en 2004.

### Relations étrangères
En 1995-1996, la troisième crise du détroit de Taïwan a éclaté. Dans le même temps, la république populaire de Chine récupère la souveraineté sur Hong Kong (en 1997) et Macao (en 1999). En 2001, « Incident de l'île d'Hainan » a eu lieu.
En novembre 1991, la Chine a rejoint la Coopération économique pour l'Asie-Pacifique. En 2001, la Chine a rejoint l'Organisation mondiale du commerce (OMC). La même année, l'Organisation de coopération de Shanghai a été créée.
En août 2002, grâce aux efforts du célèbre mathématicien Shiing-Shen Chern, le Congrès international des mathématiciens se tient à Pékin, la première fois dans un pays en développement, avec Chern comme président d'honneur et Wu Wenjun, président du congrès.

### Controverses
Jiang Zemin a été critiqué pour avoir persécuté le pratiquant de Falun Gong,. Dans les années 1990, les autorités chinoises récupèrent les organes sur les prisonniers des Laogai afin de les transplanter sur des membres du Parti communiste chinois ou sur de riches étrangers,.
Après sa retraite en 2002, Jiang et sa faction ont continué à contrôler la politique en Chine depuis les coulisses.

### Catastrophes
| An   | Catastrophe                                | Emplacement                    | Nombre de morts | Descriptions                                          |
| ---- | ------------------------------------------ | ------------------------------ | --------------- | ----------------------------------------------------- |
| 1994 | Typhon Fred (en)                           | Zhejiang                       | 1,426           | Également connu sous le nom de Typhoon 9417 en Chine. |
| 1994 | Incendie du Théâtre de l'amitié de Karamaÿ | Xinjiang                       | >320            | Plus de 280 étudiants sont morts.                     |
| 1997 | Crise économique asiatique                 | Asie                           |                 |                                                       |
| 1998 | Inondations du Yangzi Jiang                | Yangzi Jiang et autres fleuves | 3,000-4,150,    |                                                       |
| 2002 | Vol China Northern Airlines 6136           | Liaoning                       | 112             | Crash d'avion                                         |

## Hu Jintao et la quatrième génération (2002-2012)

### Transition du pouvoir

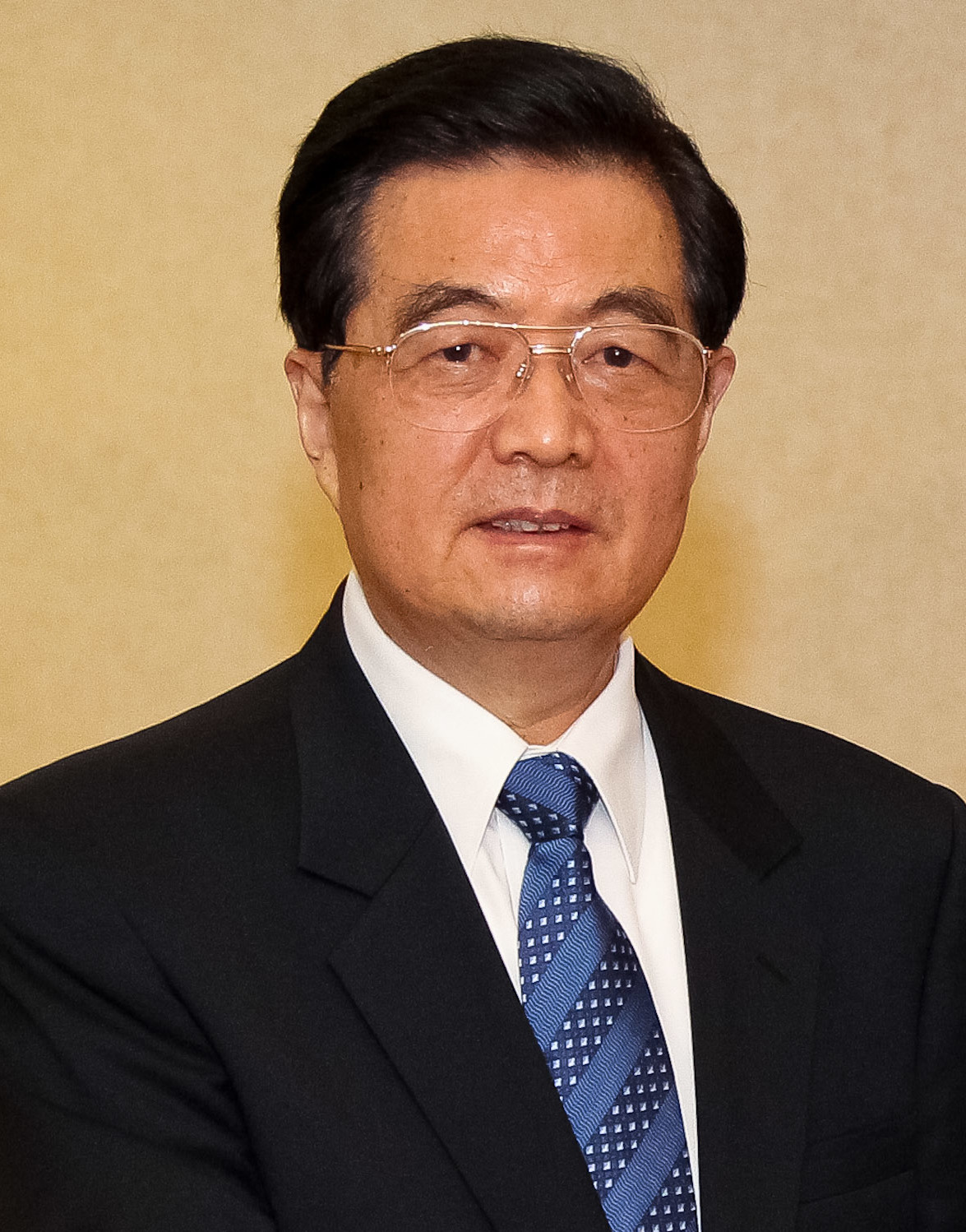
Hu Jintao

Hu Jintao a succédé au poste de secrétaire général du Parti communiste chinois en novembre 2002. En mars 2003, Hu est devenu le 6e président de la république populaire de Chine, Wen Jiabao étant le premier ministre de la Chine.

### Affaires internes
Fin 2002, le « Projet de transfert d'eaux sud-nord » a commencé sa construction. La Chine est en 2008 la 3e puissance économique mondiale derrière les États-Unis et le Japon avec un PIB de 4 420 milliards de $ US (World Bank, Total GDP 2008). De nombreuses délocalisations et installations d'entreprises étrangères en Chine valent à la république populaire de Chine le surnom d'« usine du monde ». En 2010, la Chine devient la deuxième puissance économique de la planète devant le Japon.
En 2003, la Chine parvient à envoyer un astronaute, Yang Liwei, dans l'espace via Shenzhou 5, devenant ainsi le troisième pays au monde à le faire de manière indépendante après les États-Unis et l'Union soviétique,. En 2010, Jiaolong, le submersible chinois de recherche en eau profonde est déployé. En 2011-2012, BeiDou-2, le système chinois de navigation par satellite, devient opérationnel. En 2011, Tiangong 1, le premier prototype de station spatiale de Chine, est lancé avec succès dans l'espace. En octobre 2012, Mo Yan devient le premier citoyen chinois (Chine continentale) à remporter le Prix Nobel de littérature. En mars 2012, les résultats de l'expérience de neutrinos de Daya Bay à Shenzhen reçoivent une attention internationale.
Pendant son temps, Hu Jintao a proposé son idéologie de « concept de développement scientifique » et de « société harmonieuse ».

### Relations étrangères

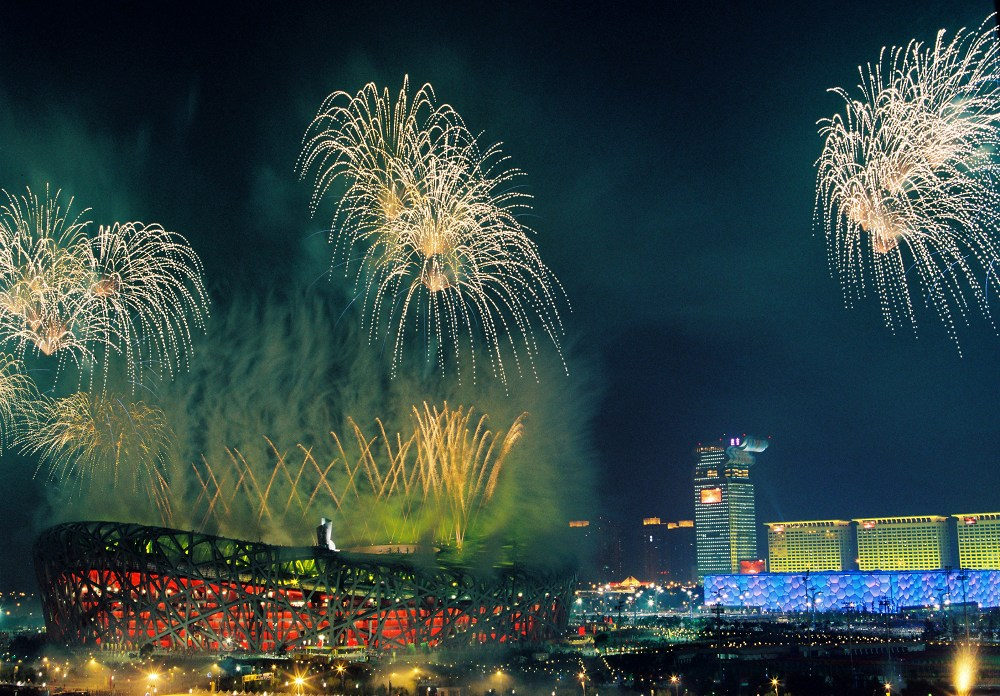
Jeux olympiques d'été de 2008

Avec les Jeux olympiques de Pékin en 2008, la Chine s'affiche comme un pays moderne et efficace, l'opération amenant davantage de retombées en termes d'image que de bénéfices économiques.
Avec l'Exposition universelle de 2010 qui se déroule à Shanghai, la Chine cherche à revendiquer l'importance de sa culture dans le monde. En 2010, les Jeux asiatiques ont eu lieu à Canton. En 2011, l'Universiade d'été s'est tenue à Shenzhen.

### Controverses
Liu Xiaobo, lauréat du Prix Nobel de la paix et activiste des droits humains, a été arrêté et condamné à 11 ans de prison. Liu, avec d'autres, est l'auteur de la Charte 08 et a reçu le Prix Nobel de la paix en 2010.
À l'époque de Hu Jintao, le Parti communiste chinois et le gouvernement chinois ont créé le « Parti des 50 centimes », tentant de « guider » les opinions publiques en ligne en faveur du Parti communiste et du gouvernement chinois.

### Catastrophes
| An        | Catastrophe               | Emplacement | Nombre de morts          | Descriptions                                                                                   |
| --------- | ------------------------- | ----------- | ------------------------ | ---------------------------------------------------------------------------------------------- |
| 2003      | Épidémie de SRAS          | National    | 349 (Chine continentale) | Le SRAS a tué 774 personnes dans le monde, dont 349 en Chine continentale et 299 à Hong Kong,. |
| 2007-2008 | Crise financière mondiale | Global      |                          |                                                                                                |
| 2008      | Séisme de 2008 au Sichuan | Sichuan     | 69 227                   | 8.0 Ms.                                                                                        |
| 2010      | Séisme de 2010 de Yushu   | Qinghai     | 2 698                    | 6,9 Mw.                                                                                        |
| 2010      | Inondations en Chine      | National    | 1 072                    |                                                                                                |

## Xi Jinping et la cinquième génération (2012-)

### Transition du pouvoir

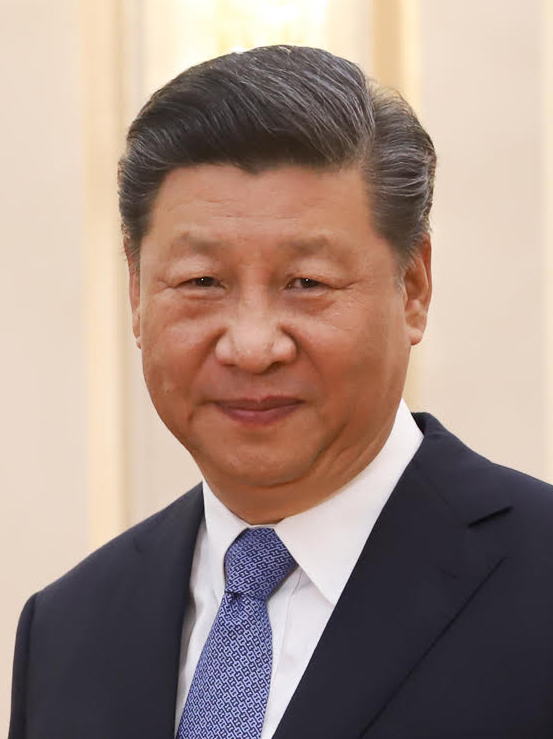
Xi Jinping

Xi Jinping est devenu secrétaire général du Parti communiste chinois et "président de la Commission militaire centrale" le 15 novembre 2012. Et le 14 mars 2013, Xi est devenu le 7e président de la république populaire de Chine, Li Keqiang étant le premier ministre de la Chine. À la suite de la réforme constitutionnelle de 2018, un nouvel amendement a permis au président de se maintenir au pouvoir et de briguer autant de mandats présidentiels qu'il le souhaite au-delà de l'année 2023,. Le 10 mars 2023 , Xi Jinping est réélu pour un troisième mandat. Après le vote des députés, il est réélu à 2 952 votes pour, zéro contre et aucune abstention, Li Qiang est nommé premier ministre de la Chine.

### Affaires internes
Une vaste campagne de lutte contre la corruption à long terme a été menée sous Xi depuis 2012. Cependant, bon nombre des responsables concernés étaient les rivaux politiques de Xi, notamment Zhou Yongkang, Xu Caihou et Guo Boxiong de la « Clique de Shanghai »,.
En mars 2018, l'Assemblée nationale populaire contrôlé par le Parti communiste a adopté un ensemble d'amendements constitutionnels, notamment la suppression des limites de mandats du président et du vice-président.
D'autre part, en 2013, le rover Yutu a été déployé avec succès sur la lune après que l'atterrisseur Chang'e 3 ait atterri sur la lune. En 2015, Tu Youyou est devenue la première citoyenne chinoise (Chine continentale) à remporter le Prix Nobel de physiologie ou médecine. En décembre 2015, Dark Matter Particle Explorer, le premier observatoire spatial chinois, a été lancé avec succès. En 2016, le laboratoire spatial Tiangong 2 a été lancé avec succès dans l'espace. En 2016, le « Radiotélescope sphérique de cinq cents mètres d'ouverture (FAST) » a été construit à Guizhou.
En 2018, le pont Hong Kong – Zhuhai – Macao, le plus long pont traversant la mer au monde, était ouvert au public.

### Relations étrangères
Alors que Xi continuait de consolider le pouvoir au niveau national, il a progressivement abandonné les principes diplomatiques (« cachez vos forces, attendez votre temps, ne prenez jamais les devants ») définis par Deng Xiaoping et apparaît davantage comme un « homme fort » sur la scène mondiale,. Xi a proposé la « Nouvelle route de la soie », qui a reçu une large attention du monde. En 2016, le « sommet du G20 » s'est tenu à Hangzhou. En 2017, le « sommet des BRICS » s'est tenu à Xiamen.
En 2018, la guerre commerciale entre les États-Unis et la Chine a commencé. En mai 2020, le « Combat de la vallée de Galwan » a éclaté avec l'Inde; il s'agit du premier affrontement meurtrier dans la zone frontalière depuis au moins 45 ans, entraînant la mort de dizaines de soldats,.

### Controverses

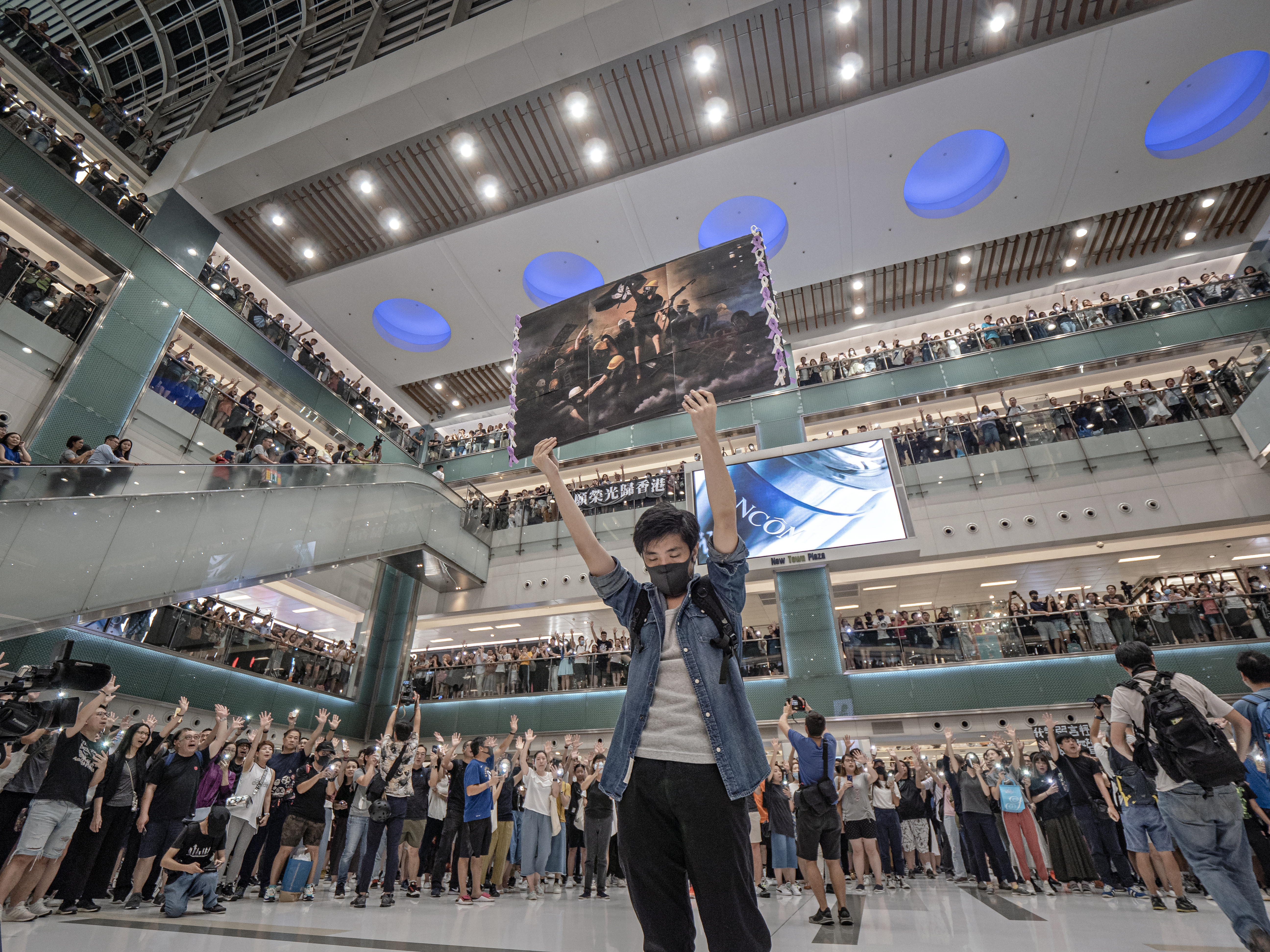
Lors des manifestations de 2019-2020 à Hong Kong, la foule entonnant Gloire à Hong Kong avec un manifestant tenant une imitation de «La liberté guidant le peuple».

Depuis 2012, Xi a annulé plusieurs politiques depuis la période Boluan Fanzheng de Deng Xiaoping et a promu le culte de sa personnalité comme l'a fait Mao Zedong, suscitant l'inquiétude d'une nouvelle révolution culturelle,,.
De plus, la violation des droits de l'homme s'est aggravée. Les « manifestations massives à Hong Kong » ainsi que les camps d'internement du Xinjiang ont reçu une attention et une couverture médiatique étendues. La loi sur la sécurité nationale de Hong Kong, publiée le 30 juin 2020, a reçu une large attention et a soulevé une inquiétude considérable dans le monde entier,,.
Parallèlement à son entrée dans une économie de marché globalisée, le PCC conserve le contrôle du pays et maintient sa politique répressive vis-à-vis des groupes qu'il estime menaçants, comme le Falun Gong ou les mouvements séparatistes du Tibet, de manière générale contre tout groupe spirituel ou religieux « non autorisé » par le Parti. Les organismes de défense des droits de l'Homme signalent en effet des problèmes récurrents de liberté d'expression et de conscience, de nombreuses arrestations de journalistes et « cyber-dissidents » ainsi des cas de tortures perpétrés par la police. La question des Droits de l'homme est souvent mise de côté par les démocraties occidentales face aux intérêts économiques, avec pour exemple Yahoo! et Google qui collaborent avec les autorités au sujet de l'emprisonnement de plusieurs « cyber-dissidents » ainsi que dans sa politique de censure et de surveillance du Web.
Après l'arrivée au pouvoir de Xi, le Parti communiste et le gouvernement chinois ont bloqué l'accès des citoyens chinois à de nombreux sites Web et applications mobiles étrangers à l'aide du « Grand Firewall de Chine »,. Un grand nombre de membres du « parti des 50 centimes » ont été recrutés pour «guider» les récits en ligne qui favorisent le Parti communiste et le gouvernement chinois. À partir de 2020, un système de surveillance massive et le « système de crédit social » surveillent l'ensemble de la population en Chine continentale.
En 2019-2020, la gestion par la Chine de l'épidémie de Covid-19 ainsi que ses relations avec l'Organisation mondiale de la santé (OMS) ont été plutôt controversées,. Il y a eu un grand nombre de théories du complot et de désinformation liées au COVID-19, y compris l'origine du virus.
La manipulation des données économiques par le gouvernement chinois, comme la publication de chiffres de PIB gonflés au fil des ans, est également un objet de préoccupation,,.

### Catastrophes
| An        | Catastrophe                               | Emplacement | Nombre de morts | Descriptions |
| --------- | ----------------------------------------- | ----------- | --------------- | --- |
| 2013      | Séisme de 2013 au Sichuan                 | Sichuan     | > 200           | 7.0 Ms. |
| 2014      | Séisme de 2014 au Yunnan                  | Yunnan      | 617             | 6.5 ML. |
| 2015      | Chavirage de l'Étoile de l'Orient         | Hubei       | 442             | |
| 2015      | Explosions de Tianjin                     | Tianjin     | 173             | |
| 2015      | Glissement de terrain à Shenzhen          | Guangdong   | 73              | |
| 2016      | Tornade de 2016 dans le Jiangsu           | Jiangsu     | 99              | |
| 2019      | Explosion de l'usine chimique de Yancheng | Jiangsu     | 78              | |
| 2019-2022 | Pandémie de Covid-19                      | Global      |                 | En décembre 2019, un nouveau coronavirus est signalé à Wuhan, dans le Hubei,. Le 11 mars 2020, l'Organisation mondiale de la santé (OMS) déclare que la Covid-19 est une pandémie,. |
| 2021      | Inondations du Henan                      | Henan       | 398             | |
| 2022      | Vol China Eastern Airlines 5735           | Guangxi     | 132             | |